# Brooks Johnson
Brooks Johnson (ur. 28 lutego 1934 w Miami, zm. 29 czerwca 2024) – amerykański trener lekkoatletyczny, w młodości sprinter.
Ukończył studia z antropologii kulturowej na Tufts University oraz studia prawnicze na Uniwersytecie Chicagowskim. Planował pracować jako prawnik  korporacyjny, jednak w latach 1950. firmy prawnicze nie chciały zatrudniać Afroamerykanów. 
Jednocześnie startował jako lekkoatleta. Jego największym osiągnięciem jest zdobycie złotego medalu na igrzyskach panamerykańskich w 1963 w São Paulo w sztafecie 4 × 100 metrów w składzie: Earl Young, Ollan Cassell, Johnson i Ira Murchison. Nie udało mu się zakwalifikować do reprezentacji Stanów zjednoczonych na igrzyska olimpijskie w 1964 w Tokio. 
Rekord życiowy Johnsona w biegu na 100 jardów wynosił 9,4 s (uzyskany 20 czerwca 1964 w Baltimore).
Równolegle rozpoczął pracę jako trener lekkoatletyczny. Jednym z jego pierwszych podopiecznych był wicemistrz olimpijski z 1960 w biegu na 110 metrów przez płotki Willie May. Johnson zyskał uznanie jako jeden a czołowych trenerów sprinterskich i płotkarskich. Jego podopieczni uczestniczyli we wszystkich letnich igrzyskach olimpijskich od 1968 do 2008 (z przerwą w 1980, kiedy to Stany Zjednoczone zbojkotowały igrzyska olimpijskie w Moskwie). Johnson był członkiem zespołu trenerskiego na igrzyskach w 1976, 1984 (był głównym trenerem reprezentacji lekkoatletek), 2004 i 2008. Pracował także jako trener na Uniwersytecie Florydy, Uniwersytecie Stanforda i California Polytechnic State University. W 1997 został wprowadzony do USTFCCCA Coaches Hall of Fame.